# Пенсионная реформа
Пенсио́нная рефо́рма — совокупность организационных, правовых, экономических и политических мероприятий, связанных с изменением условий пенсионного обеспечения. В числе прочего, изменения могут касаться соотношения накопительной (отчисляемой и инвестируемой самим будущим пенсионером) и солидарной (за счёт страховых взносов трудоспособных граждан) составляющих в пенсионном обеспечении, а также размера пенсий и условий (возрастных, медицинских, социальных) её получения.
В постсоветской России пенсионная реформа происходила практически непрерывно и включала несколько стадий. В 2018 году правительством был принят закон, предусматривающий постепенное увеличение возраста выхода на пенсию по старости от 60 (55) лет до 65 (60 в особых случаях,при получении травм) лет для мужчин (женщин) соответственно.

## Международная дискуссия о пенсионной реформе
Широкая международная дискуссия о пенсионной реформе стартовала в 1994 году после публикации доклада Всемирного банка «Предупреждение всемирного кризиса старения» (Averting the Old Age Crisis). В докладе отмечалось, что с учётом сложившейся тенденции увеличения продолжительности жизни пенсионеров большинство стран столкнётся с дефицитом пенсионной системы, построенной исключительно на принципах перераспределения средств между поколениями (солидарный принцип или Pay-As-You-Go).
Представители Всемирного банка в рамках реформирования национальных пенсионных систем предлагали введение обязательного накопительного элемента — накопительных пенсий. В течение ряда лет представители Всемирного банка (Worldbank Архивная копия от 22 сентября 2017 на Wayback Machine), Международной организации труда (МОТ — ILO Архивная копия от 25 июля 2008 на Wayback Machine), Международной организации социального обеспечения (ISSA  Архивная копия от 12 марта 2022 на Wayback Machine) спорили о соотношении накопительных и перераспределительных элементов в системе пенсионного обеспечения. Достигнутый к настоящему времени политический консенсус предполагает, что универсального рецепта не существует и каждая страна должна выбрать собственную модель, соответствующую национальной специфике и уровню экономического развития.

## Аргументы противников и сторонников различных подходов

### В поддержку накопительного принципа пенсионного обеспечения
Предполагается индивидуальный характер пенсионных накоплений. Размер пенсий зависит только от взносов и результатов их инвестирования. Развитые финансовые рынки демонстрируют устойчивый рост. Доходность от вложений в ценные бумаги превышает инфляцию и темпы роста заработной платы. С макроэкономической точки зрения — повышение доли «сбережений» в структуре ВВП создаёт устойчивые стимулы для роста экономики.
Риски: Экономика носит циклический характер. В условиях кризиса накопления могут обесцениваться за счёт переоценки рыночной стоимости ценных бумаг. Участники накопительной пенсионной системы беззащитны перед «рыночным риском» и инфляцией.

### В поддержку солидарного принципа пенсионного обеспечения
Солидарная пенсионная система финансируется за счёт отчислений (налогов, страховых взносов) трудоспособного населения. В условиях инфляции и роста экономики повышается номинальный размер заработной платы и, соответственно, совокупные отчисления в пенсионную систему. Индексация пенсий осуществляется за счёт увеличения совокупных отчислений работающего населения.
Риски: В условиях старения населения изменяется соотношение трудоспособных и пенсионеров. Суммарных отчислений становится недостаточно для сохранения уровня пенсий, их размер снижается за счёт «запаздывающей» индексации и коэффициент замещения (отношение размера пенсии к размеру заработной платы) снижается. Присутствует также риск «политического популизма», когда назначение или увеличение пенсий осуществляется без определения источников их долгосрочного финансирования.

## Этапы пенсионной реформы в России

### 1990
22 декабря создан Пенсионный фонд России для государственного управления средствами пенсионной системы.
Изначально ключевыми функциями ПФР были сбор страховых взносов и направление их на финансирование выплаты пенсий по старости, инвалидности и по случаю потери кормильца.

### 1992
16 сентября подписан Указ Президента РФ № 1077 «О негосударственных пенсионных фондах», имевший силу федерального закона.

В Московской области на базе регионального отделения ПФР впервые произошло объединение основных функций по пенсионному обеспечению: сбор, аккумуляция страховых взносов, финансирование расходов на выплату государственных пенсий и назначение, перерасчет, выплата пенсий. Созданная в Московской области модель управления пенсионным обеспечением населения получила название «единая пенсионная служба».

### 1994
Частью первой Гражданского кодекса Российской Федерации в правовой оборот введен фонд в качестве организационно-правовой формы некоммерческой организации.

### 1995
В мае Правительство одобрило «Концепцию реформы системы пенсионного обеспечения в Российской Федерации» Архивная копия от 8 августа 2007 на Wayback Machine.

Запущен уникальный проект учёта в ПФР сведений о пенсионных правах каждого гражданина в пяти регионах страны. В системе
персонифицированного учёта в режиме реального времени трудовой деятельности фиксируются данные, необходимые для установления пенсии.
Информация обо всех уплаченных за гражданина страховых взносах стала храниться на пенсионном счете гражданина, даже если у него одновременно несколько работодателей в разных регионах России. Персональный номер лицевого счета гражданина (СНИЛС), где копится его будущая пенсия, указан на карточке обязательного пенсионного страхования. В связи с этим у каждого появилась возможность следить за состоянием своего пенсионного счета посредством ежегодно рассылаемых Пенсионным фондом России извещений.

### 1998
7 мая 1998 год вступил в силу Федеральный закон «О негосударственных пенсионных фондах», определивший деятельность по негосударственному обеспечению в качестве исключительного вида деятельности НПФ. Законодательно закреплены понятия, сложившиеся в пенсионной системе, права и обязанности фондов, их вкладчиков и участников.
Май 1998 года — Программа пенсионной реформы в Российской Федерации Архивная копия от 13 августа 2007 на Wayback Machine.
В пилотном режиме для назначения пенсий стали использоваться данные персонифицированного учёта.

### 2000
В 22 субъектах РФ действуют единые пенсионные службы. Работающее население страны полностью охвачено персонифицированным учётом.

### 2001
Декабрь 2001 года — одобрен пакет законопроектов по пенсионной реформе, внесенных Президентом РФ В. В. Путиным.

### 2002
Началась новая фаза развития пенсионной реформы.
Основной целью пенсионной реформы стало преодоление уравнительности всех видов пенсий, повышение реального размера пенсий, переход на страховые принципы. Произошли изменения структуры пенсий и переход к подсчету пенсионных прав исходя из страховых взносов и конвертации пенсионных прав. Для повышения уровня жизни будущих получателей пенсии введен обязательный накопительный компонент, предусматривающий инвестирование пенсионных накоплений. Размер пенсии в новой пенсионной модели стал определяться не стажем работника, как было до 2002 года, а его реальным заработком и размером отчислений работодателя в ПФР. Это дало гражданам возможность самим влиять на размер своей будущей пенсии.
Для обеспечения текущей финансовой устойчивости пенсионной системы введена субсидиарная ответственность федерального бюджета по обязательствам ПФР перед застрахованными лицами.
Негосударственные пенсионные фонды признаны страховщиками по обязательному пенсионному страхованию наряду с Пенсионным фондом Российской Федерации.
Накопительная часть трудовой пенсии начала формироваться в рамках пенсионной реформы 2002 года у мужчин 1953 года рождения и моложе и у женщин 1957 года рождения и моложе.

### 2004
С 1 июля 2004 года НПФ получили право заключать договоры по обязательному пенсионному страхованию. Одновременно повышены требования к величине стоимости имущества для обеспечения уставной деятельности (ИОУД) любого фонда:
- с 1 января 2005 г. — не менее 30 млн руб.;
- с 1 июля 2009 г. — не менее 50 млн руб.

Для получения права на осуществление деятельности по обязательному пенсионному страхованию НПФ необходимо было иметь опыт одновременного ведения именных пенсионных счетов участников в количестве не менее:
- с 1 января 2004 г. — 5 тыс.
- с 1 июля 2009 г. — 20 тыс.

При этом величина ИОУД  и совокупный вклад учредителей денежными средствами в таких НПФ с 1 июля 2009 г. должны составлять не менее 100 млн руб.

### 2005
с 1 января 2005 года произошла отмена взносов на накопительную часть пенсии для лиц 1966 года рождения и старше. Данные взносы были заменены взносами на страховую часть трудовой пенсии, то есть накопительная пенсия для этих граждан была фактически отменена и заменена страховой пенсией.
На ПФР возложены функции по начислению и выплате ежемесячных денежных выплат и реализации прав граждан на получение государственной социальной помощи в виде набора социальных услуг. Со временем к ним прибавилась функция назначения и выплаты дополнительного ежемесячного материального обеспечения инвалидам и ветеранам Великой Отечественной войны и их вдовам. ПФР начал вести федеральный регистр лиц, имеющих право на получение государственной социальной помощи.

### 2007
Началась реализация программы по предоставлению материнского (семейного) капитала. Владельцы сертификатов на материнский капитал получили возможность переводить весь или часть капитала на формирование пенсионных накоплений трудовой пенсии.

### 2008
С 1 октября запущена программа по государственному софинансированию накопительной части трудовой пенсии. Участнику программы, осуществившему взнос на свой пенсионный счёт в размере не менее 2 тыс. руб.,  государство стало за счёт Фонда национального благосостояния перечислять на этот же счёт такую же сумму, но не больше 12 тыс. руб. Для лиц пенсионного возраста, не заявивших о получении пенсии, размер софинансирования со стороны государства составляет 4-кратный размер, но не более 48 тыс. руб.

### 2010
С 1 января Единый социальный налог в России 4 (ЕСН) заменён страховыми взносами. Вместо Федеральной налоговой службы администратором взносов в ПФР и ФОМС назначен Пенсионный фонд Российской Федерации.
Проведена крупнейшая валоризация пенсии (переоценка расчётного пенсионного капитала с учётом советского трудового стажа), что повысило пенсию действующим пенсионерам в среднем на 46 %.

### 2013
1 января 2013 года стартовала очередная пенсионная реформа, основными направлениями которой являются:
- корректировка финансовых механизмов накопительных пенсий: предоставляется выбор между страховым и накопительным механизмами формирования пенсии;
- привлечение новых источников пенсионного страхования, чтобы улучшить его сбалансированность и предоставить самозанятым работникам приемлемые пенсии;
- работа по созданию институтов профессиональных пенсий[3].

### 2018
В июне 2018 года правительство России внесло законопроект о поэтапном, «на год каждые два года», повышении основного пенсионного возраста. Сначала предлагалось повысить возрастную планку от 60 (55) лет для мужчин (женщин) до 65 (63) лет, но затем для женщин был рекомендован уровень «60». При наличии стажа 42 (37) лет предусмотрена возможность выхода на пенсию на два года раньше. Прежде установленные льготы определённым категориям лиц, например работникам вредных производств, сохранены. Хотя вместо слов «законопроект о повышении пенсионного возраста» его идеологи стремились использовать несколько менее провоцирующие слова, такие как «законопроект о пенсионной реформе» или «...о совершенствовании пенсионной системы», никаких иных сущностных новшеств, помимо поднятия возраста, реформа не предполагает. 26 сентября Госдума во втором, основном чтении приняла президентские поправки к реформе, в частности, о повышении пенсионного возраста для женщин не до 63, а до 60 лет. Осуществление реформы началось в 2019 году.